# Hypolimnas platydema
Hypolimnas platydema är en fjärilsart som beskrevs av Rothschild och Jordan 1903. Hypolimnas platydema ingår i släktet Hypolimnas och familjen praktfjärilar. Inga underarter finns listade i Catalogue of Life.